# 天津市市场监督管理委员会
天津市市场监督管理委员会是中华人民共和国天津市人民政府主管全市工商企业和从事生产经营活动工作的组成部门。

## 直属（下属）部门
- 办公室
- 干部人事处
- 宣教处（党组办公室）
- 财务审计处
- 法制处
- 监察室
- 企业注册处
- 外资企业注册管理处
- 企业监督管理处
- 市场监督管理处
- 公平交易处
- 消费者权益保护处
- 商标监督管理处
- 广告监督管理处
- 个体私营经济发展指导处
- 信息化办公室
- 检查总队
- 消费者协会
- 私营企业协会
- 工商行政管理协会
- 干部训练学校
- 12315消费者投诉中心
- 机关服务中心[1]